# 224 (număr)
224 (două sute douăzeci și patru) este numărul natural care urmează după 223 și precede pe 225 într-un șir crescător de numere naturale.

## În matematică
224:
- Este un număr par.
- Este un număr compus.[1]
- Este un număr abundent.[2][3]
- Este un număr practic.[4][5]
- Este un număr rotund.[6][7]
- Este un număr semiperfect (pseudoperfect).[8][9]
- Este suma a două cuburi pozitive: {\displaystyle 224=2^{3}+6^{3}\,}[10].
- Este cel mai mic k pentru care λ(k) = 24, unde λ(k) este funcția Carmichael.[11]

## În știință

### În astronomie
- Obiectul NGC 224 din New General Catalogue este galaxia spirală cu o magnitudine 3,44 Andromeda.
- 224 Oceana este un asteroid din centura principală.
- 224P/LINEAR-NEAT este o cometă periodică din sistemul nostru solar.